# Hamdanides
895–1003
Entités précédentes :
- Califat abbasside

Entités suivantes :
- Uqaylides
- Dynastie de Loulou
- Califat fatimide

La dynastie hamdanide (arabe : حمدانيون ; Ḥamdāniyyūn) est une dynastie arabe d’émirs chiites (890-1004) originaires de la partie Est de la Djazira, qui règne sur un espace allant du nord de l’Irak à la Syrie. Les capitales de cet émirat sont Mossoul et Alep. La famille des hamdanides descend de ‘Adi b. Ousama b. Taghlib, membre de la tribu des Banu Taghlib.
Cette dynastie apparait dans un contexte d'affaiblissement du pouvoir central abbasside , qui voit dans cette période du Xe siècle l'émancipation et l'affirmation de petites dynasties qui s'emparent des pouvoirs temporels et spirituels du califat à une échelle locale ou régionale. Les Hamdanides constituent une de ces dynasties autonomes gouvernées par des émirs.
Bien que leur règne soit court les Hamdanides, témoin privilégié de ce monde musulman, occupent une place fluctuante dans l’équilibre des grandes forces politiques du Proche Orient, abbassides, bouyides, fatimides ou byzantines.
La renommée de cette dynastie vient essentiellement de deux de ses membres, Hasan Nâsir al-dawla et Sayf al-dawla, qui s’illustrent particulièrement dans cette période et sont les premiers émirs respectifs de Mossoul et d’Alep. La dynastie Hamdanide joue également un rôle important face aux Romains qui à partir de 940 et sous l'égide de généraux comme Jean Kourkouas, Nicéphore Phocas et Jean Tzimiskès, se lancent dans une politique de reconquête des territoires perdus aux siècles précédents : ils y répondent par la théorisation d’un nouveau djihad.
L’histoire de la dynastie Hamdanide est souvent vue au prisme des grandes dynasties de cette époque, comme celle d’un pouvoir séditieux aux marges de l’Empire issue de quelques officiers ambitieux peu fidèles au calife et profitant de ses faiblesses. La littérature de l’époque rapporte au contraire les exploits d’une dynastie de princes arabes autonomes dont la gloire incarne un idéal chevaleresque.

## Histoire

### Origines de la dynastie des Hamdanides
La famille des Hamdanides, qui descend de ‘Adi b Ousama b. Taghlib, est mentionné pour la première fois dans des textes à partir de Hamdān b. Hamdoūn b. al-Harīth qui combat le calife abbasside al-Mou’tadid en Djazira autour de 895. Husayn, son fils, s’allie au calife abbasside et combat à son tour en Égypte et en Syrie de 896 à 908, puis il se révolte et en 918 il est exécuté. Un autre fils, Hamdān b. Hamdoūn b. al-Harīth, Abou’l-Haydja’ gouverne Mossoul de 905 à 929 et s’illustre contre les Qarmates qui tentent de prendre Bagdad. Loué par le poète Abou Firas pour sa bravoure et sa générosité, il périt cependant en s’opposant à la succession du calife Abbasside légitime al-Mouqtadir. Ses deux fils Hasan Nasîr al-Dawla et Ali Sayf al-Dawla deviennent les émirs respectifs de Mossoul et d’Alep : à ce titre, Abou’l-Haydja’ peut être considéré comme le véritable fondateur de la dynastie Hamdanide.

Haute Jéziré (Mésopotamie), région d'origine des hamdanides.

Les Hamdanides se situent donc dès l’origine entre opposition et adaptation permanente au pouvoir califal pour tenter de rendre effective la construction d’une dynastie souveraine stable. Les deux États jumeaux qui en naissent à Alep et à Mossoul restent étroitement liés. Ces deux émirats présentent de frappantes similitudes, avec le souci de toujours préserver de bonnes relations.
Alep et Mossoul représentent à la fois le noyau et les limites de l’État hamdanide qui se forme autour d’elles mais ne parvient pas à s’étendre au-delà : la Syrie méridionale, par exemple, reste sous la domination des Fatimides du Caire.
Les princes de cette dynastie appartiennent à l'aristocratie arabe de la Haute Jéziré, de confession chiite, courant religieux qui connaît un important essor au Xe siècle. Ils parviennent à convertir la population des deux principales villes du Bilâd al-Shâm (Syrie médiévale) et de Haute Mésopotamie. D’un point de vue religieux, on constate que la dynastie rivale des Bouyides iraniens, également d'obédience chiite, ne s’allie pas aux Hamdanides, le clan prévalant sur l'appartenance à une même confession. On peut supposer que le rôle de plus en plus actif de l’élément iranien dans les instances du pouvoir califal est une des causes du réveil hamdanide, attaché à ses origines arabes.

### L’émirat de Mossoul
La ville de Mossoul dont est originaire Hasan Nâsir al-dawla, premier émir Hamdanide de Mossoul, rencontre de nombreuses résistances à son pouvoir de 929 à 935 mais parvient à y imposer son autorité. Honoré du titre de Nâsir al-dawla (défenseur de la dynastie) pour avoir rétabli le calife à Bagdad, il quitte un temps Mossoul pour la capitale du pouvoir Abbasside en 942. Émir des émirs (amîr al-umara), il y commande l’armée et s’occupe de l’impôt (selon le système de l’iqta, qui permet une redistribution de l’impôt sans passer par l’administration centrale, important facteur d’accroissement du pouvoir des émirs). Dépossédé par les Bouyides contre qui il entre en conflit à plusieurs reprises en 948, 958 et 964, il tente de maintenir son pouvoir à Mossoul, mais il est finalement déposé et exilé à Ardoumousht où il meurt en 969.

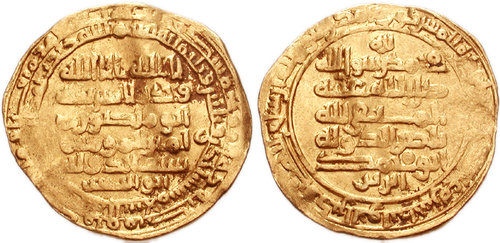
Dinar d'or frappé à Bagdad entre 943 et 944 ou figurent les noms de Nasir al-Dawla et Sayf al-Dawla. Cf. Album 747. VF, wavy flan.

Abou Taghlib et Hamdan, ses deux fils, s’affrontent ensuite pour le pouvoir et c’est Abou Taghlib qui parvient à s’imposer à Mossoul mais aussi à Alep. Confronté à son tour aux Bouyides de Bagdad, il perd Mossoul et, comme son père, est contraint à l’exil et meurt en 979 après un passage en Arménie, en territoire byzantin, puis en Syrie fatimide.
La même année, les Bouyides, par l’intermédiaire d’un de leurs membres, 'Adud al-Dawla, parviennent à s’emparer de Mossoul et les tentatives de reconquête de la ville par des frères d’Abou Taghlib se soldent par un échec. Mossoul passe ensuite sous la domination de la dynastie ‘Ouqaylide.

### L’émirat d’Alep
Modeste cité de province, elle connaît grâce aux Hamdanides une importante activité pour le rôle stratégique et commercial qu’elle tient entre la Mésopotamie, et la Méditterranée à proximité du débouché de la route de la soie.
Fondé par ‘Alī b. Abī'l-Haydjā', Sayf al-dawla (Sabre de la dynastie), avec l’appui de son frère Hasan Nasir al-Dawla, en 944, l’émirat hamdanide d’Alep s’étend dès 947 à l’ensemble de la Syrie du Nord et de la région de la Djazira (Diyar Bakr et Diyar Moudar). Géographiquement aussi éloigné de l’Égypte que de l’Irak, ce territoire permet un rapide essor de la dynastie Hamdanide.
Sayf al-Dawla y règne de 947 à 967, faisant d’Alep, capitale de son émirat, un grand centre politique et intellectuel à la cour influente où se rassemblent nombre de savants et d’hommes de lettres.

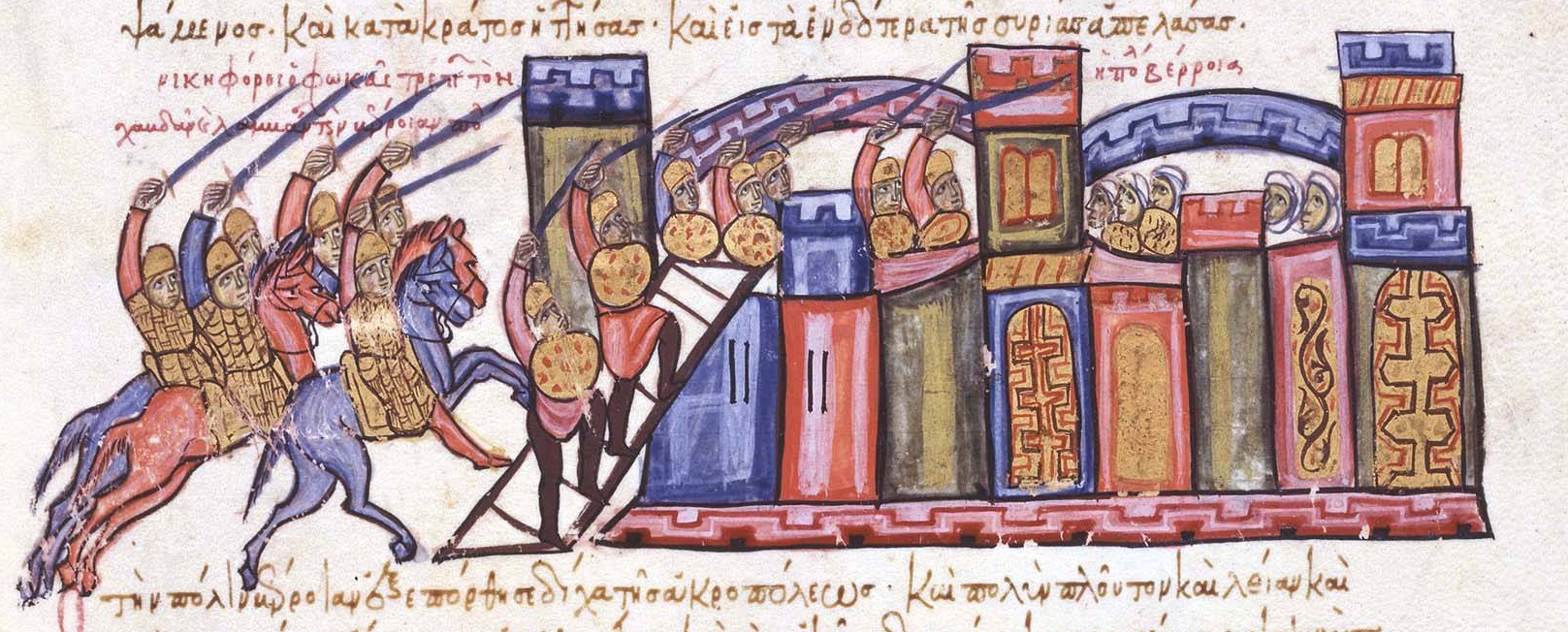
Prise d'Alep par les Byzantins en 962. Miniature du XIIIe siècle de la Chronique de Skylitzès de Madrid.

Il est en conflit avec les tribus rebelles de Syrie et les Byzantins, contre lesquelles il remporte dans un premier temps de nombreuses batailles ; ces derniers s’emparent cependant de la Cilicie et brièvement d’Alep en 962.
Également dépossédé d’Alep par les Byzantins, son fils et successeur Sa’d al-dawla ne peut y retourner qu’à partir de 977. Encerclé à l’est par le gouverneur de Homs, Bakdjour, au sud par les Bouyides de Bagdad, les Fatimides du Caire et au nord par les Byzantins avec qui les relations oscillent entre entente et conflit, son règne marque le déclin de l’émirat Hamdanide.
Son fils Sa'īd al-dawla (991-1002) subit la pression des Fatimides qui tentent de s'emparer d'Alep. Il se rapproche donc des Byzantins pour maintenir son émirat. Ce soutien des byzantins réduit cependant considérablement son autorité sur le plan politique externe, tandis que son ministre Lou'lou' s’empare de son pouvoir intérieur. Sa femme, fille de ce ministre, le fait assassiner en 1002. Lou'lou' dirige ensuite l'émirat jusqu'à sa mort en 1008 et son fils Mansour est reconnu officiellement en tant qu’émir par le calife fatimide. Dans un schéma similaire à celui de Mossoul, un descendant de Sa'īd al-dawla conteste le pouvoir de Mansour mais ne parvient pas à le renverser. Il se réfugie à Byzance, comme Mansour lui-même, détrôné quelques années plus tard, vers 1015, ce qui marque officiellement la fin de la dynastie Hamdanide d’Alep.

### Fondement du pouvoir et légitimité chez les Hamdanides
Petite principauté comparée à l’emprise territoriale de l’empire des abbassides et des fatimides, dont l’autorité s’incarne à travers une forte construction de la légitimité religieuse, les Hamdanides doivent aussi trouver la leur, rattachée au pouvoir qu’ils construisent.

#### Le rôle des tribus bédouines dans le pouvoir hamdanide
Dans cette période l’élément arabe connaît en même temps un important recul et une pleine expansion, ce qui peut paraître paradoxal. En effet, l'effondrement du pouvoir central abbasside s'accompagne de l'affirmation de pouvoirs autonomes aux marges iraniennes, arabes ou bédouines de l’empire.
Les Bédouins au service des Hamdanides sont un élément important de leur pouvoir. Écartés de l'armée abbasside au IXe siècle, ils deviennent très actifs au siècle suivant, et influencent fortement la politique des dynasties naissante par la force militaire qu’ils constituent. Ils trouvent chez les Hamdanides une revanche contre les Abbassides.
On peut ainsi penser qu'au phénomène de désintégration politique du pouvoir central abbasside, succède ici un processus socio-économique de nomadisation (ref Claude Cahen). Le groupe tribal le plus important en Haute Mésopotamie est celui des Taghlibites : apparenté à la famille des Hamdanides (ref Claude Cahen) il est un de ses principaux soutiens. Cette population au mode de vie nomade devient cependant rapidement influencée par le mode de vie des Hamdanides qui la gouvernent, comme le souligne le géographe Ibn Hawqal qui accuse les Hamdanides de spéculer sur les terres ancestrales des Taghlibites et d’y privilégier des cultures plus rentables, aux dépens d’une agriculture et d’un élevage présents bien avant l’apparition de l’Islam.
En Syrie (émirat de Sayf al-Dawla) s’affirme une autre tribu puissante, purement bédouine, celle des Kilabites qui compose un temps avec les Hamdanides.
Cependant, les souverains Hamdanides entrent en conflits avec les tribus qu’ils ont sous leur contrôle. Ces conflits affaiblissent considérablement leur puissance de l’émirat qui perd un soutien important de son pouvoir.

#### Construction et résurrection du djihad hamdanide[1]
Sayf Al-Dawla est le principal artisan de l’essor de la dynastie Hamdanide par le rôle qu’il joue face aux Byzantins et l’utilisation de cette lutte comme source de pouvoir assurant sa légitimité et celle de sa dynastie. L’empire Byzantin, par le biais de Nicéphore Phocas et Jean Tzimiscès, lance des offensives terrestres en Arménie, en Jéziré et en Cilicie et navales par la prise de Chypre et de la Crète. La cause de ce réveil byzantin dans le domaine militaire est en lien avec la gestation de luttes internes au sein du monde arabo-musulman.
Sayf al-Dawla, dont l’émirat se situe en marge de l’Empire, en Syrie du nord et en Diyar Bakr, fait directement face aux territoires byzantins et c’est en ce sens que lui revient la responsabilité de repousser ses attaques.
Pour ce faire, il apporte une réponse militaire, mais également religieuse et spirituelle.
Pleinement conscient de la valeur d’une campagne d’exhortation au jihad pour atteindre ses objectifs, tout au long de son règne, de 940 à 967 est mis en place un appareil de propagande adressant des appels aux volontaires et exhortant à la guerre sainte. Figurent notamment parmi ses propagandistes de grands lettrés du monde musulman, tel que le prédicateur Ibn Nubata, très actif pendant la prière du vendredi, ou encore les poètes al-Mutanabbi et Abou Firas.
Le succès de cette propagande, ardente dans la victoire et consolante dans les périodes d’échec, se lit indirectement dans la réaction byzantine.
Pour la première fois, l’empereur Nicéphore Phocas, à travers une série de mesures, que poursuit son successeur Jean Tzimiscès, donne à cette guerre contre les musulmans un caractère sacré. Il rédige en effet une lettre en 966, adressée au calife al-Muti, où il invoque une guerre non pas entre simples États mais opposant la Chrétienté à l’Islam. Les étendards de batailles sont ainsi revêtus de la croix, les soldats tués reçoivent le titre de martyr et les mosquées sont détruites.

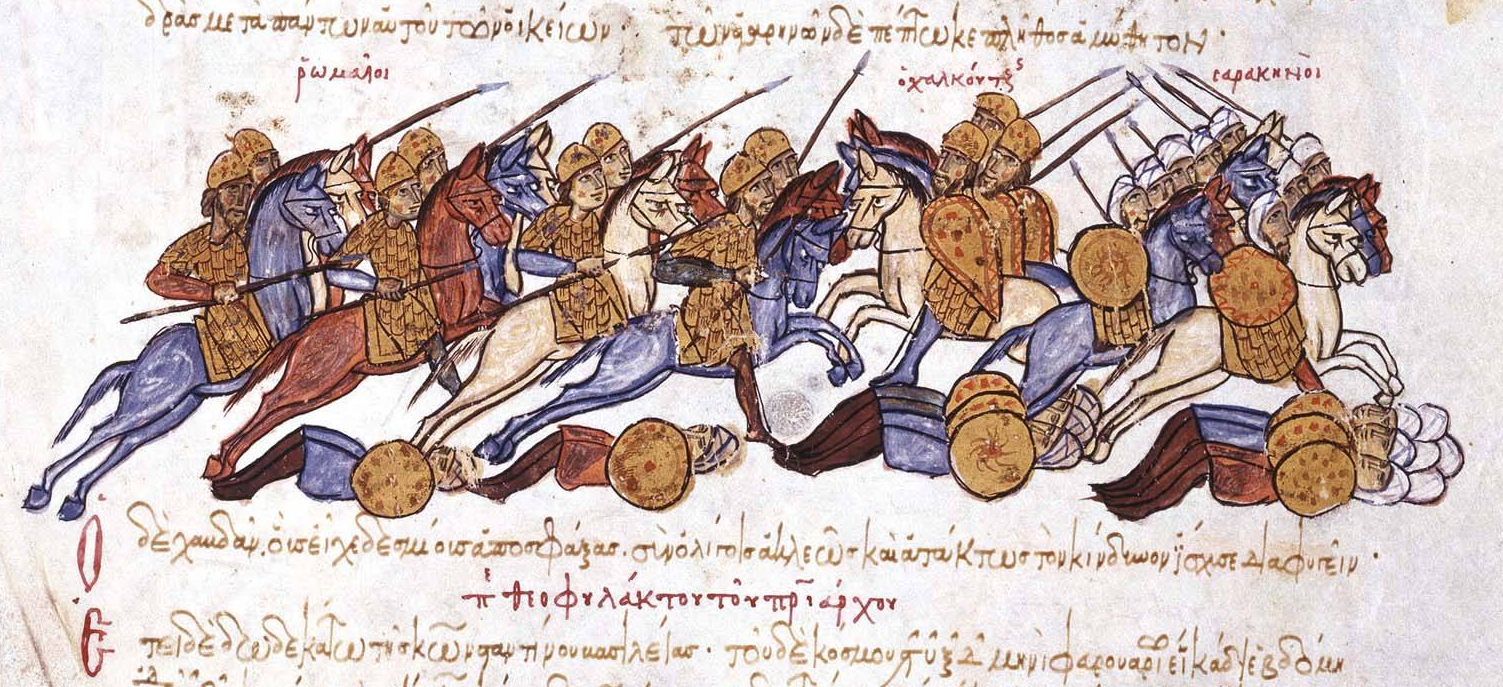
Leo Phokas le Jeune mettant en déroute l'armée de Sayf al-Dawla en 950.

Conscient de la puissance byzantine et visant à la défense des intérêts de la dynastie Hamdanide, ce jihad revêt une conception défensive et repose sur une stratégie de raids et de pillages. Le butin tiré de ces opérations sert à s’assurer la fidélité des tribus bédouines et à s’assurer une certaine gloire. Ces exploits, en fait indispensables dans le cadre d’une guerre d’usure, où la confrontation directe face à l’armée byzantine est impossible, sont rapportés dans les sermons et les poèmes comme des exemples illustrant l’idéal sublime de la guerre sainte.
Sayf al-dawla parvient ainsi, pendant près de vingt ans, à arrêter puis ralentir la progression byzantine et se trouve des alliés conquis au jihad comme dans le Khorasan qui lui envoie à plusieurs reprises (964 et 966) des ghazis (corps d’élite des marches frontières) volontaires.
Cette propagande est finalement le corollaire de « l’acharnement de la bataille que l’émirat livra presque jusqu’à la fin » comme le rapporte E.Sivan et constitue l’« l’expression d’un sentiment qui a fait la force de l’émirat hamdanide d’Alep » selon l’historien M. Canard.

### Postérité de la dynastie Hamdanide.
Sayf al-dawla, pour le rôle qu’il tient face aux byzantins, incarne l'idéal du chevalier musulman dans un imaginaire qui se construit à cette époque en relation avec la notion de guerre sainte. L'origine de cette littérature chevaleresque se trouve dans les places frontières, foyers de l’idée de jihad où celle-ci est nourrie de l’enthousiasme des victoires militaires dans le contexte tribal du Xe siècle. Sayf Al Dawla est un surnom honorifique qui signifie l’épée de la dynastie. Bien qu’une grande partie des sources qui louent Sayf al-dawla soient issues de l’active propagande de ses partisans ce jihad reste une référence, en témoignent le dernier prône du vendredi prononcé à Tarse qui évoque ce passé glorieux, ainsi que les écrits du géographe Ibn Hawqal (978) qui déplore « l’abandon des bénédiction divines » et de « la guerre sainte ».

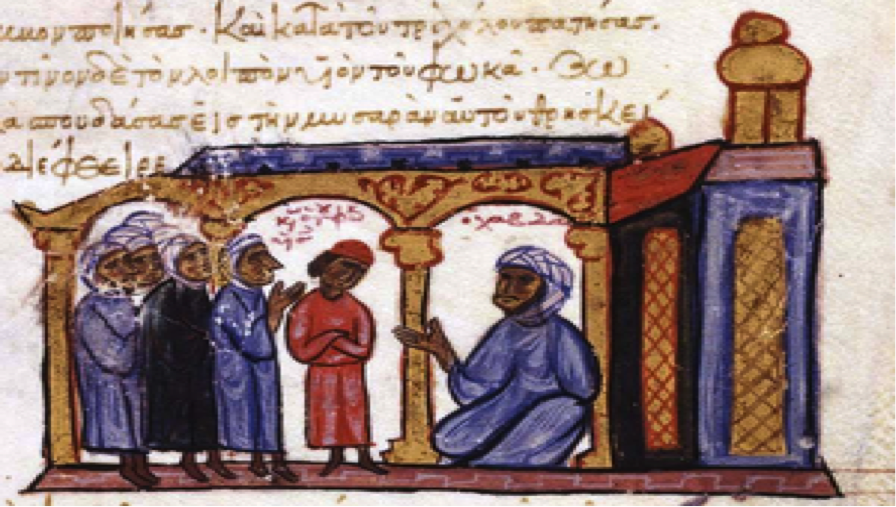
Sayf al-Dawla et sa cour à Alep.

Nasir al-dawla et Sayf al-Dawla, par l’importance des cours de Mossoul et d’Alep qu’ils développent dans la seconde moitié du Xe siècle, sont également de grands mécènes. Jouissant d’une place particulière dans le monde musulman grâce au prestige de leurs émirs, ces deux villes connaissent une importante floraison littéraire et culturelle. Hommes de lettres, médecins, savants et juristes participent à la renommée de l’émirat Hamdanide à travers un important panégyrisme. Parmi eux, citons :
Al Mutanabbi (915-965) poète de cour officiel des Hamdanides de 948 à 959. Magicien des vers, il chante les exploits des deux frères et ressuscite à travers eux les vieilles valeurs arabes qui lui sont chères.
Abû Firas al-Hamdani (932-968) cousin et beau frère de Sayf Al dawla, poète, émir et chevalier. Il entre dans une telle rivalité intellectuelle avec Al Mutanabbi que ce dernier est contraint de quitter la cour d'Alep. Fait prisonnier par les byzantins lors d'une bataille, il compose ses plus beaux poème durant sa captivité compilés dans l'œuvre « Rûmiyyât » (الروميات) entre éloge et reproche envers sa famille.
Le poète par Abu'l-Faradj al-Isphahâni (897-967) qui dédie une partie de son recueil de poésie arabe à Sayf al Dawla.
Al Farabî (872-350), célèbre philosophe originaire de Transoxiane, mort en 950 qui réconcilie l'Islam, avec la philosophie antique, en s’attachant à la traduction du grec vers l'arabe des œuvres d'Aristote, et de Platon. Connu en Occident sous le nom d'Alfarabius, ou d'Avenassar, c'est par son biais et celui d’autres savants musulmans comme Averroès au XIIIe siècle que l'Occident redécouvre la philosophie antique.

## La dynastie
Les émirs de Mossoul

Les membres de la dynastie

- Abû al-Hayjâ' `Abd Allah ben Hamdân (abū al-hayjaʾ ʿabd allah ben ḥamdān, أبالهيجاء عبد الله بن حمدان) gouverneur de Mossoul et gouverneur de la Djézireh et gouverneur de Diyarbakir (905-923), puis émir de Mossoul et émir la Djézireh et émir de Diyarbakir (923-929).
- Nâsir ad-Dawla al-Hasan (abū muḥammad “nāṣir ad-dawla” al-ḥasan ben abī al-hayjāʾ ʿabd allah, أبو محمد "ناصر الدولة" الحسن بن أبي الهيجا عبد الله) émir de Mossoul (929-969).
- Adhud ad-Dawla Abû Taghlib (abū taḡlib al-ḡaḍanfar “ʿaḍud ad-dawla” faḍl allah ben al-ḥasan, أبو تغلب الغضنفر "عضد الدولة" فضل الله بن الحسن) émir de Mossoul (969-979).
- Ibrâhîm al-Husayn (abū ṭāhir ibrāhīm ben al-ḥasan, أبو طاهر إبراهيم بن الحسن) émir de Mossoul (981-991).
- Husayn ben al-Hasan (abū ʿabd allah ḥusayn ben al-ḥasan, أبو عبد الله الحسين بن الحسن).

Les émirs d'Alep
- Sayf al-Dawla `Alî Ier (abū al-ḥasan “sayf ad-dawla” ʿalī ben abī al-hayjāʾ ʿabd allah, ابو الحسن "سيف الدولة" علي بن أبي الهيجا عبد الله) émir d'Alep (944-967).
- Sa`d ad-Dawla Charîf Ier (abū al-maʿālī saʿd ad-dawla šarīf ben abī al-ḥasan ʿalī, أبو المعالي "سعد الدولة" شريف بن أبي الحسن علي) émir d'Alep (967-991).
- Sa`îd ad-Dawla Sa`îd (abū al-faḍāʾīl “saʿīd ad-dawla” saʿīd ben abī al-maʿālī, أبو الفضائل "سعيد الدولة" سعيد بن أبي المعالي) émir d'Alep (991-1002).
- `Alî II (abū al-ḥasan ʿalī ben abī al-faḍāʾīl saʿīd, أبو الحسن علي بن أبي الفضائل سعيد) émir d'Alep (1002-1004).
- Charîf II (abū al-maʿālī šarīf ben abī al-faḍāʾīl saʿīd, أبو المعالي شريف بن أبي الفضائل سعيد) émir d'Alep (1004).

## Chronologie
- 895 : Première mention des hamdanides dans des textes citant Hamdān b. Hamdoūn b. al-Harīth.
- 905 à 929 : Abou’l-Haydja’ gouverne Mossoul.
- 929 à 935 : Hasan Nâsir al-dawla gouverne Mossoul, fondation de l'Emirat de Mossoul.
- 942 : Nâsir al-dawla émir de Bagdad.
- 944 : Fondation de l'Emirat d'Alep.
- 947 à 967 : Règne de Sayf al-dawla.
- 948 958 et 964 : Conflits contre les Bouyides.
- 962 : Perte de la Cilicie et prise d'Alep par les Byzantins.
- 977 à 991 : Sa’d al-dawla gouverne Alep.
- 979 : Les Bouyides s'emparent de Mossoul.
- 1002 : Assassinat de Sa'īd al-dawla.
- 1002 à 1008 : Lou'lou' gouverne Alep.
- 1015 : Fuite de Mansour fils de Lou'lou' à Byzance, fin officielle de l'Emirat d'Alep et de la dynastie Hamdanide.

## Lectures complémentaires
- Dominique Sourdel, Histoire des Arabes, Presses universitaires de France, Paris, 2007.
- Marius Canard, Histoire de la dynastie des Hamdanides de Jazira et de Syrie, Presses universitaires de France, Paris, 1951
- Marius Canard, Sayf al Daula : recueil de textes relatifs à l'émir Sayf al-Daula le Hamdanide avec annotations, cartes et plans, J. Carbonel, Alger, 1934.
- Encyclopédie de l'Islam/Encyclopaedia of Islam, 2e édition, Leyde-Paris, 12 vol, 1960-2007.